# K-Pax
K-PAX es una película de 2001 coproducida entre Estados Unidos y Alemania. Basada en la novela K-PAX de Gene Brewer. Está protagonizada por Kevin Spacey y Jeff Bridges.

## Reparto
| Actor               | Personaje           |
| ------------------- | ------------------- |
| Kevin Spacey        | Prot                |
| Jeff Bridges        | Dr. Mark Powell     |
| Mary McCormack      | Rachel Powell       |
| Alfre Woodard       | Dr. Claudia Villars |
| David Patrick Kelly | Howie               |
| Saul Williams       | Ernie               |
| Celia Weston        | Doris Archer        |

## Resumen
En un hospital psiquiátrico uno de los pacientes que se hace llamar Prot (Kevin Spacey) declara ser de otro planeta. Su médico (Jeff Bridges) intenta ayudarle y hacerle volver a la realidad. A lo largo de su estancia en el hospital psiquiátrico Prot hace dudar al mismísimo doctor, así como al resto del personal del centro y los pacientes sobre su verdadera identidad, demostrando conocimientos sobre el campo de la astronomía que ningún ser humano conoce, así como ayudando a los pacientes del centro a curarse de sus enfermedades mentales. El médico de Prot siente que éste "lo ha elegido" con lo cual sigue atendiéndolo a pesar de que se intenta trasladar a Prot a otro nivel del hospital psiquiátrico. Mediante hipnosis a la que es sometido Prot, Powell obtiene información que lo guía a una pequeña ciudad y a la aparente identidad de Prot, junto a su historia: siendo casi un genio, decide casarse con su novia (embarazada)  de secundaria y trabajar al lado de su padre en un matadero, para mantener a su familia. Un día, regresando del trabajo, descubre con horror que un exconvicto ha violado y asesinado a su mujer y a su hija, por lo que lo mata y luego se mete en un río cercano con intención de suicidarse. Oficialmente, nunca fue procesado pues desapareció y el sherif del lugar tampoco tiene interés en ubicarlo, pues comprende el actuar de Prot. Esto explica parte de su comportamiento, pero lo inexplicable se produce al llegar el plazo de término de la "visita" de Prot al planeta, fecha en que el doctor temía que se suicidara, cosa que no ocurre, sino que queda en estado catatónico (dejando abierta la posibilidad de que la entidad extraterrestre haya abandonado el cuerpo dejándolo como un recipiente vacío o que, en caso de ser solo un enfermo mental, que dicha enfermedad terminase por cortar sus vínculos con la realidad), al tiempo que una de las pacientes del hospital desaparece, entendiendo los demás que fue ella la elegida para acompañar a Prot a K-pax, el supuesto planeta de donde provenía. Al final de la película se puede ver el reencuentro de Powell y su hijo con quien estaba distanciado, pero que gracias a Prot logra amistarse.

## Controversia
El argumento de K-Pax es prácticamente igual al de la película argentina Hombre mirando al sudeste, de 1986.